# المعاصر (جبلة)

تعديل مصدري - تعديل

المعاصر محلة تابعة لقرية بيت عبود، التابعة لعزلة الربادي بمديرية جبلة إحدى مديريات محافظة إب في الجمهورية اليمنية، بلغ تعداد سكانها 50 حسب تعداد اليمن لعام 2004.